# Медвежанка (Луганская область)
Медвежанка (укр. Медвежанка) — село, относится к Свердловскому району Луганской области Украины. Под контролем самопровозглашённой Луганской Народной Республики.

## География
Село расположено на реке Медвежей. Соседние населённые пункты: посёлки Покровка на юге, Кленовый, Великокаменка и сёла Коробкино на юго-западе, Николаевка и Нагорное на западе, посёлок Великий Лог (ниже по течению Медвежей) на севере, сёла Дубовка на северо-востоке, Курячье на востоке, посёлки Павловка и Володарск на юго-востоке.

## Население
Население по переписи 2001 года составляло 1012 человек.

## Общие сведения
Почтовый индекс — 94850. Телефонный код — 6434. Занимает площадь 84,3 км². Код КОАТУУ — 4424285501.

## Местный совет
94850, Луганская обл., Свердловский городской совет, с.Медвежанка, ул. Гребенюка, 10